# Сен-Жорж-де-Дидон
Сен-Жорж-де-Дидо́н (фр. Saint-Georges-de-Didonne) — коммуна во Франции, находится в регионе Пуату — Шаранта. Департамент коммуны — Шаранта Приморская. Входит в состав кантона Руайян-Восток. Округ коммуны — Рошфор.
Код INSEE коммуны — 17333.

## Население
Население коммуны на 2010 год составляло 5071 человек.
| 1962 | 1968 | 1975 | 1982 | 1990 | 1999 | 2010 |
| ---- | ---- | ---- | ---- | ---- | ---- | ---- |
| 3388 | 3680 | 3983 | 4287 | 4705 | 5034 | 5071 |